# Sven Söderkvist (båtbyggare)

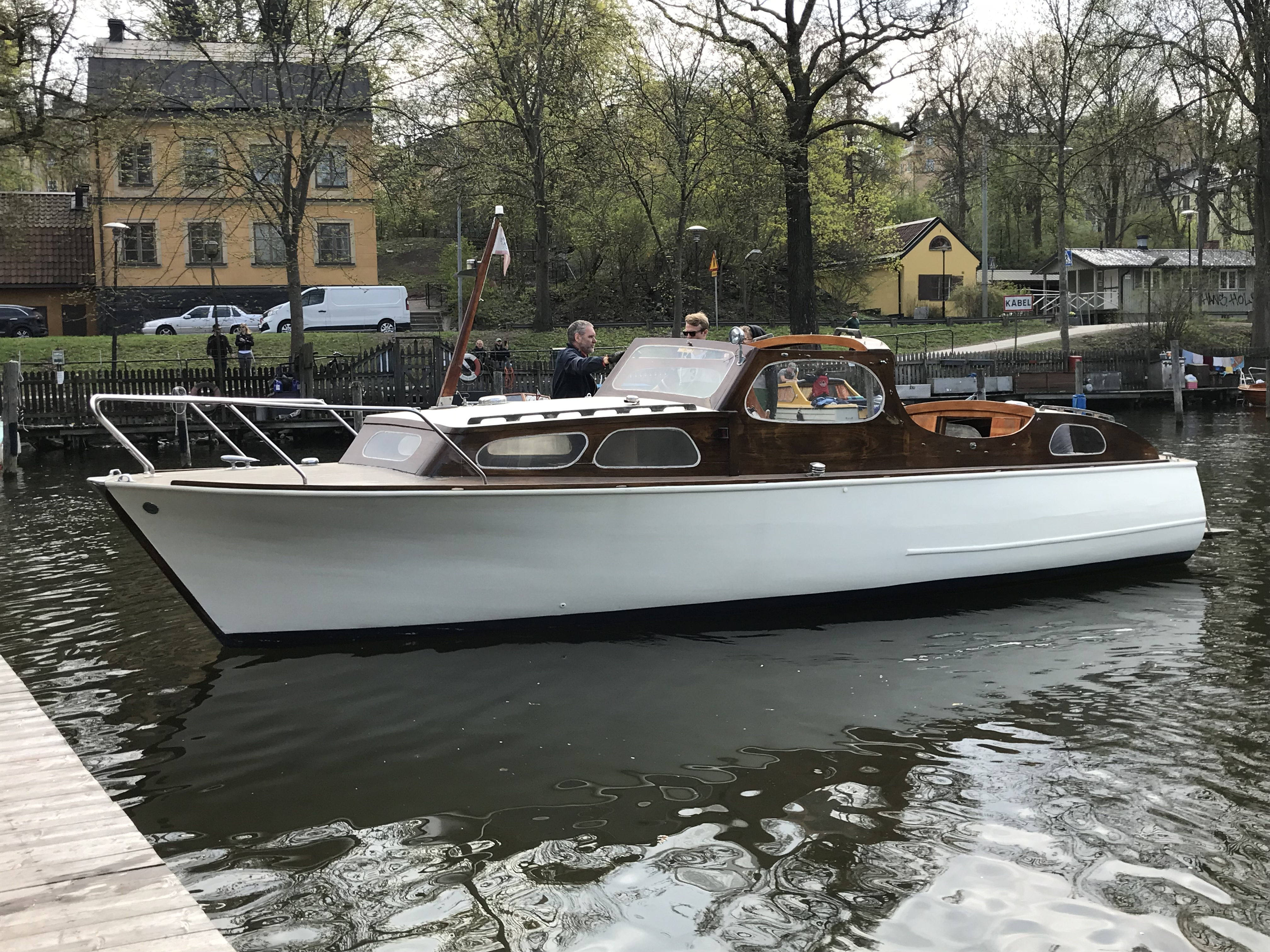
M/Y Dora-Bella, dubbelruffad kabinbåt, byggd 1958

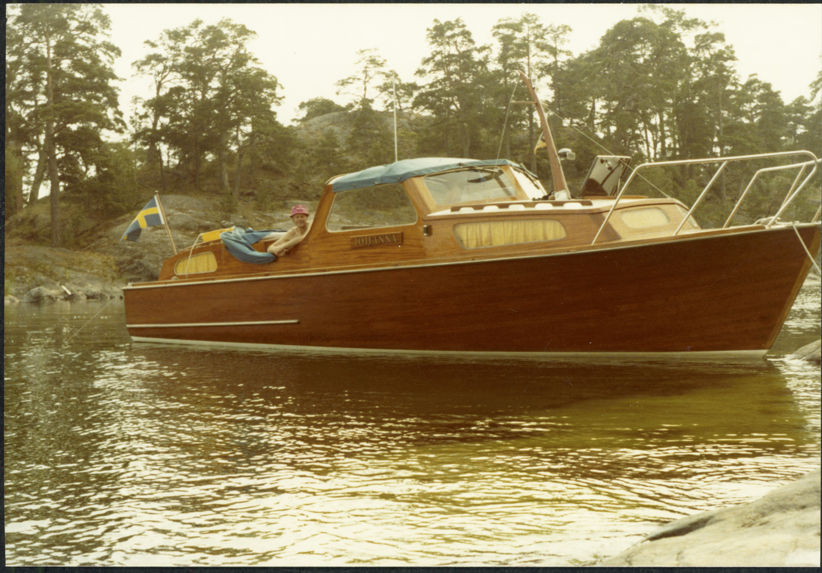
Söderkvistaren M/Y Johanna i mahogny, byggd 1965 av båtbyggaren Agne Bergman (född 1924) på Söderkvist Båt & Snickeriverkstad

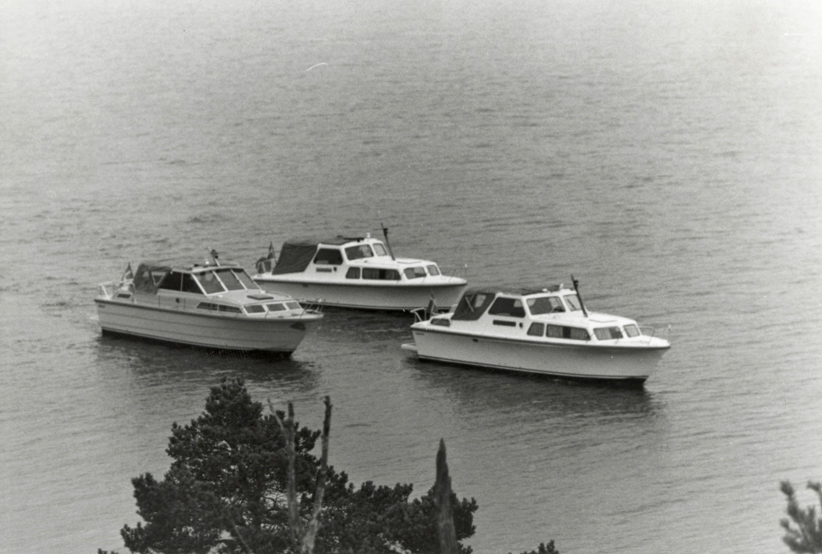
Oxelö glasfiberbåtar.

Sven Söderkvist, född 10 januari 1919 i Gamla Oxelösund, Nikolai församling, Södermanlands län, död 8 april 1986 i Oxelösunds församling, Södermanlands län,
var en svensk båtkonstruktör och båtbyggare. 
Sven Söderkvist grundade 1946 Söderkvist Båt & Snickeriverkstad i Oxelösund och började bygga träbåtar. År 1957 byggdes de första båtarna i glasfiber under varunamnet Oxelö. 
Under Söderkvists tid på varvet byggdes 560 Söderkvist- och Oxelö-båtar. Därutöver byggde varvet 150 båtar av typ Saltö och 50 segelbåtar.  Modellen Saltö hade inte Söderkvist som upphovsman.